# Clue Club
Clue Club é uma série de desenho animado americana produzida pela Hanna-Barbera Productions e exibida pela CBS em 4 de setembro a 11 de dezembro de 1976, teve 16 episódios.
Estreou nos EUA no lugar do show do Scooby-Doo, já que este desenho tinha se mudado de emissora. Assim, fez parte do show Os Locomotivos, mas, assim que esse show também foi cancelado, fizeram parceria com outro desenho, Os Robôbos.

## História
Muito similar às histórias do Scooby-Doo, o desenho era sobre quatro jovens detetives, o Clue Club - Larry, Dedé, Didi e Dorinha - que resolviam mistérios com a ajuda de dois sabujos falantes, Bob e Sherlocão. Dorinha, a mais nova geralmente ficava em casa e ajudava a resolver os casos com informações do seu minicomputador e seus testes policiais. Ela também tinha acesso a equipamento de comunicação poderosos incluindo um vídeo monitor no carro do grupo e um sinal que poderia ser emitido nos relógios de pulso. Entretanto, ela também se juntava ao grupo com as mínimas desculpas que pudesse conseguir.
Os mistérios de Clue Club envolviam crimes bizarros como um diretor de cinema desaparecido ou uma estátua de duas toneladas desaparecida no ar. O seu relacionamento com a polícia era muito parecido com a fórmula Hanna-Barbera, onde o xerife local sempre solicitava ajuda nos casos.
A maioria das piadas provinham de Sherlocão, que constantemente suspeitava de algo sem nenhuma razão, e depois se proclamava gênio; e Bob, um cachorro mais baixinho, inteligente, que sempre seguia as idéias de Sherlocão, e algumas vezes virava a mesa em cima do companheiro. Diferente de Scooby-Doo, os cachorros só falavam entre eles e não com humanos. Eram ótimos rastreadores ou simplesmente entregavam alguma mensagem para Dorinha analisar.

## Episódios[2]
nomes originais (em inglês)
1. The Paper Shaper Caper
2. The Case of the Lighthouse Mouse
3. The Real Gone Gondola
4. Who's to Blame For the Empty Frame?
5. The Wild Seaweed Smuggling Caper
6. The Green Thumb Caper
7. The Disappearing Airport Caper
8. The Walking House Caper
9. The Solar Energy Caper
10. The Vanishing Train Caper
11. The Dissolving Statue Caper
12. The Missing Pig Caper
13. One of Our Elephants is Missing
14. The Amazing Heist
15. The Circus Caper
16. The Prehistoric Monster Caper

## Dubladores[3]

### Nos Estados Unidos
- Larry: David Joliffe
- Didi (D.D.): Bob Hastings
- Dedé (Pepper): Patricia Stich
- Dorinha (Dotty): Tara Talboy
- Sherlocão (Woofer): Jim McGeorge
- Bob (Wimper): Paul Winchell
- Xerife Barros (Sheriff Bagley): John Stephenson

### No Brasil
- Larry: André Filho
- Didi: Júlio Chaves
- Dedé: Mara Di Carlo
- Dorinha: Miriam Ficher
- Sherlocão: Miguel Rosenberg
- Bob: Paulo Pinheiro
- Xerife Barros: João Jaci